# Кубок Німеччини з футболу 2005—2006
Кубок Німеччини з футболу 2005—2006 — 63-й розіграш кубкового футбольного турніру в Німеччині. У кубку взяли участь 64 команди. Переможцем кубка Німеччини в тринадцятий раз стала мюнхенська Баварія.

## Другий раунд
| Команда 1                     | Рахунок         | Команда 2                 |
| ----------------------------- | --------------- | ------------------------- |
| 25 жовтня 2005                |                 |                           |
| Санкт-Паулі (3)               | 4:0             | Бохум (2)                 |
| Рот-Вайс (Ерфурт) (3)         | 2:4             | Кайзерслаутерн            |
| Унтерахінг (2)                | 2:1 дч          | Саарбрюкен (2)            |
| Вердер                        | 2:2 дч пен. 5:4 | Вольфсбург                |
| Айнтрахт (Франкфурт-на-Майні) | 6:0             | Шальке 04                 |
| Нюрнберг                      | 3:0             | Динамо (Дрезден) (2)      |
| Алеманія (Аахен) (2)          | 1:2             | Ганновер 96               |
| Фрайбург (2)                  | 4:1             | Айнтрахт (Брауншвейг) (2) |
| 26 жовтня 2005                |                 |                           |
| Оснабрюк (3)                  | 2:2 дч пен. 2:4 | Майнц 05                  |
| Гамбург                       | 3:2             | Баєр 04                   |
| Мюнхен 1860 (2)               | 3:2             | Дуйсбург                  |
| Армінія (Білефельд)           | 2:1             | Енергі (Котбус) (2)       |
| Ганза (2)                     | 3:2             | Штутгарт                  |
| Кікерс (Оффенбах) (2)         | 2:1             | Карлсруе СК (2)           |
| Герта                         | 3:0             | Боруссія (Менхенгладбах)  |
| Ерцгебірге Ауе (2)            | 0:1             | Баварія                   |

## Третій раунд
| Команда 1                     | Рахунок         | Команда 2             |
| ----------------------------- | --------------- | --------------------- |
| 20 грудня 2005                |                 |                       |
| Армінія (Білефельд)           | 2:0             | Унтерахінг (2)        |
| Фрайбург (2)                  | 1:3 дч          | Мюнхен 1860 (2)       |
| Кайзерслаутерн                | 1:1 дч пен. 3:4 | Майнц 05              |
| 21 грудня 2005                |                 |                       |
| Айнтрахт (Франкфурт-на-Майні) | 1:1 дч пен. 4:1 | Нюрнберг              |
| Ганновер 96                   | 1:4             | Вердер                |
| Санкт-Паулі (3)               | 4:3 дч          | Герта                 |
| Ганза (2)                     | 1:1 дч пен. 3:4 | Кікерс (Оффенбах) (2) |
| Баварія                       | 1:0             | Гамбург               |

## Чвертьфінали
| Команда 1           | Рахунок         | Команда 2                     |
| ------------------- | --------------- | ----------------------------- |
| 24 січня 2006       |                 |                               |
| Баварія             | 3:2 дч          | Майнц 05                      |
| 25 січня 2006       |                 |                               |
| Армінія (Білефельд) | 1:1 дч пен. 4:2 | Кікерс (Оффенбах) (2)         |
| Мюнхен 1860 (2)     | 1:3             | Айнтрахт (Франкфурт-на-Майні) |
| Санкт-Паулі (3)     | 3:1             | Вердер                        |

## Півфінали
| Команда 1                     | Рахунок | Команда 2           |
| ----------------------------- | ------- | ------------------- |
| 11 квітня 2006                |         |                     |
| Айнтрахт (Франкфурт-на-Майні) | 1:0     | Армінія (Білефельд) |
| 12 квітня 2006                |         |                     |
| Санкт-Паулі (3)               | 0:3     | Баварія             |

## Фінал
| 29 квітня 2006 20:00 (CET) |

| Айнтрахт (Франкфурт-на-Майні) | 0:1      | Баварія     |
| ----------------------------- | -------- | ----------- |
|                               | Протокол | Пісарро 59' |

| Олімпіаштадіон, Берлін Глядачів: 74 349 Арбітр: Герберт Фандель |